# بلویو (فلوریدا)
بلویو (به انگلیسی: Bellview) یک منطقهٔ مسکونی در ایالات متحده آمریکا است که در شهرستان اسکامبیا، فلوریدا واقع شده‌است. بلویو ۳۰٫۵ کیلومتر مربع مساحت و ۲۳٬۳۵۵ نفر جمعیت دارد و ۲۷ متر بالاتر از سطح دریا قرار دارد.